# Neckartalbahn
| | |                                                                                 |                                                                                 |
| Streckennummer (DB): | 4100 (Heidelberg Hbf–HD-Altstadt) 4102 (Heidelberg Rbf–Abzw Königstuhl) 4110 (HD Hbf (alt)–HD-Altstadt–Neckargemünd) 4111 (Neckargemünd–Bad Friedrichshall Hbf) |                                                                                 |                                                                                 |
| Kursbuchstrecke (DB): | 705 665.1–2 (S-Bahn RheinNeckar) 780 (Neckarelz–/WÜ–Stuttgart)                                                                                                  |                                                                                 |                                                                                 |
| Kursbuchstrecke: | 321 (1946) 321a (Heidelberg Hbf – Neckargemünd 1946) |                                                                                 |                                                                                 |
| Streckenlänge: | 70,1 km |                                                                                 |                                                                                 |
| Spurweite: | 1435 mm (Normalspur) |                                                                                 |                                                                                 |
| Streckenklasse: | D4 |                                                                                 |                                                                                 |
| Stromsystem: | 15 kV 16,7 Hz ~ |                                                                                 |                                                                                 |
| Maximale Neigung: | 13 ‰ |                                                                                 |                                                                                 |
| Minimaler Radius: | 300 m |                                                                                 |                                                                                 |
| Streckengeschwindigkeit: | 130 km/h |                                                                                 |                                                                                 |
| Zugbeeinflussung: | PZB |                                                                                 |                                                                                 |
| | |                                                                                 |                                                                                 |
| \| \| \| von Mannheim \| \| \| \| 16,634 0,000 \| Heidelberg Rbf (1914–2000) \| Heidelberg Rbf (1914–2000) \| \| \| 17,490 0,000 \| Heidelberg Hbf (seit 1955) \| Heidelberg Hbf (seit 1955) \| \| \| \| nach Karlsruhe \| \| \| \| 18,630 0,000 \| Heidelberg-Weststadt/Südstadt (Bft; seit 2003) \| Heidelberg-Weststadt/Südstadt (Bft; seit 2003) \| \| \| 18,730 0,000 \| Rohrbacher Straße (Straßenbahn nach Rohrbach) \| Rohrbacher Straße (Straßenbahn nach Rohrbach) \| \| \| 19,130 0,000 \| Königstuhl (Bk; 1914–1955) \| Königstuhl (Bk; 1914–1955) \| \| \| 18,97419,334 \| Königstuhl (Kmw; ehem. Abzw (1955–1997)) \| Königstuhl (Kmw; ehem. Abzw (1955–1997)) \| \| \| 19,363 0,000 \| Königstuhltunnel (2487 m; seit 1914) \| Königstuhltunnel (2487 m; seit 1914) \| \| \| 0,000 \| Heidelberg Hbf (Kopfbahnhof bis 1955) \| 112 m \| \| \| \| BÜ Rohrbacher Straße \| \| \| \| 0,500 \| Gaisbergtunnel (312 m) \| Gaisbergtunnel (312 m) \| \| \| 1,000 \| Peterskirche[1] (bis etwa 1925) \| Peterskirche[1] (bis etwa 1925) \| \| \| 1,000 \| Spitaltunnel (68 m) \| Spitaltunnel (68 m) \| \| \| 21,850 1,800 \| Schloßbergtunnel (ca. 766 m) \| Schloßbergtunnel (ca. 766 m) \| \| \| \| Anschlussgleis Herrenmühle \| \| \| \| \| \| \| \| \| 21,970 2,300 \| Heidelberg-Altstadt (bis Dez. 2008 Heidelberg Karlstor) \| Heidelberg-Altstadt (bis Dez. 2008 Heidelberg Karlstor) \| \| \| \| \| \| \| \| \| Streckenverlegung 20. Nov. 1933[2] \| \| \| \| \| \| \| \| \| \| BÜ Reichsstraße 37, Straßenbahn Neckargemünd–Heidelberg (bis 17./22. Nov. 1933) \| \| \| \| \| \| \| \| \| 22,215 2,544 \| heutiger Streckenwechsel 4100/4110 \| heutiger Streckenwechsel 4100/4110 \| \| \| \| \| \| \| \| \| „Weiße Übergang“, BÜ Reichsstraße 37, Straßenbahn Heidelberg–Neckargemünd \| \| \| \| \| \| \| \| \| 3.57163.6000 \| Kilometrierungssprung durch Streckenverlegung 1933 \| Kilometrierungssprung durch Streckenverlegung 1933 \| \| \| 4,400 \| Jägerhaus/Wolfsbrunnen (bis 1943[3]) \| Jägerhaus/Wolfsbrunnen (bis 1943[3]) \| \| \| 5,500 \| Heidelberg-Schlierbach/Ziegelhausen (ehem. Bf) \| Heidelberg-Schlierbach/Ziegelhausen (ehem. Bf) \| \| \| 6,800 \| Heidelberg Orthopädie (seit 2003) \| Heidelberg Orthopädie (seit 2003) \| \| \| 8,700 \| Kümmelbacher Hof \| Kümmelbacher Hof \| \| \| 9.38949.4000 \| Kilometrierungssprung \| Kilometrierungssprung \| \| \| 9,7600,000 \| Neckargemünd \| Neckargemünd \| \| \| \| nach Bad Friedrichshall \| \| \| \| 0,581 \| Bundesstraße 45 \| Bundesstraße 45 \| \| \| 0,732 \| Elsenz (75 m) \| Elsenz (75 m) \| \| \| 0,830 \| Reichensteintunnel (147 m) \| Reichensteintunnel (147 m) \| \| \| 1,130 \| Neckargemünd Altstadt (seit 2003) \| Neckargemünd Altstadt (seit 2003) \| \| \| 1,219 \| Neckar (182 m) \| Neckar (182 m) \| \| \| \| Neckarbrücke (März bis Juni 1946) \| \| \| \| 2,593 \| Landesgrenze Baden-Württemberg / Hessen \| Landesgrenze Baden-Württemberg / Hessen \| \| \| 3,300 \| Bundesstraße 37 (152 m; seit 1988) \| Bundesstraße 37 (152 m; seit 1988) \| \| \| 4,124 \| Hinterburgtunnel (139 m) \| Hinterburgtunnel (139 m) \| \| \| \| von Schönau (b Heidelberg) \| \| \| \| 4,411 \| Steinach \| Steinach \| \| \| 5,596 \| Neckarsteinach (ehem. Bf) \| Neckarsteinach (ehem. Bf) \| \| \| 9,620 \| Neckarhausen (b Neckarsteinach) (ehem. Bf) \| Neckarhausen (b Neckarsteinach) (ehem. Bf) \| \| \| 12,946 \| Hirschhorn (Neckar) \| Hirschhorn (Neckar) \| \| \| 13,346 \| Laxbach \| Laxbach \| \| \| 13,632 \| Schloßbergtunnel (341 m) \| Schloßbergtunnel (341 m) \| \| \| 15,323 \| Feuerbergtunnel (966 m) \| Feuerbergtunnel (966 m) \| \| \| 18,404 \| Landesgrenze Hessen / Baden-Württemberg \| Landesgrenze Hessen / Baden-Württemberg \| \| \| 18,580 \| Eberbach-Pleutersbach \| Eberbach-Pleutersbach \| \| \| 19,471 \| Gammelsbach \| Gammelsbach \| \| \| 19,531 \| Bundesstraße 45 \| Bundesstraße 45 \| \| \| 20,860 \| Itter, Landesstraße 2311 \| Itter, Landesstraße 2311 \| \| \| \| von Hanau \| \| \| \| 21.0 +154.521.1 +50.0 \| Kilometrierungssprung \| Kilometrierungssprung \| \| \| 21,201 \| Eberbach \| Eberbach \| \| \| 21,560 \| Scheuerbergtunnel (569 m) \| Scheuerbergtunnel (569 m) \| \| \| 27,425 \| Lindach \| Lindach \| \| \| 30,491 \| Zwingenberg (Baden) \| Zwingenberg (Baden) \| \| \| 34,022 \| Neckargerach (ehem. Bf) \| Neckargerach (ehem. Bf) \| \| \| 36,362 \| Binauer Tunnel (853 m) \| Binauer Tunnel (853 m) \| \| \| 37,441 \| Binau (ehem. Bf) \| Binau (ehem. Bf) \| \| \| 40,835 \| Mosbach-Neckarelz \| Mosbach-Neckarelz \| \| \| \| nach Würzburg \| \| \| \| 41,635 \| Elz \| Elz \| \| \| 41,800 \| von Würzburg (bis ca. 1960) \| von Würzburg (bis ca. 1960) \| \| \| 42,100 \| von Würzburg (bis 1895) \| von Würzburg (bis 1895) \| \| \| 42,200 \| nach Meckesheim \| nach Meckesheim \| \| \| 42,918 \| Bundesstraße 292 \| Bundesstraße 292 \| \| \| 43,730 \| Hochhausen (Neckar) \| Hochhausen (Neckar) \| \| \| 46,031 \| Neckarzimmern \| Neckarzimmern \| \| \| 47,853 \| Haßmersheim \| Haßmersheim \| \| \| 49,137 \| Böttinger Tunnel (766 m) \| Böttinger Tunnel (766 m) \| \| \| 50,635 \| Gundelsheim (Neckar) \| Gundelsheim (Neckar) \| \| \| 52,840 \| Heinsheim \| Heinsheim \| \| \| 55,043 \| Offenau \| Offenau \| \| \| 56,800 \| Bad Friedrichshall Anst Südzucker (Bft) \| Bad Friedrichshall Anst Südzucker (Bft) \| \| \| 57,246 \| Jagst (128 m) \| Jagst (128 m) \| \| \| \| von Würzburg \| \| \| \| \| von Neckargemünd \| \| \| \| 58,482 \| Bad Friedrichshall Hbf \| Bad Friedrichshall Hbf \| \| \| \| nach Ohrnberg \| \| \| \| \| nach Stuttgart \| \| \| \| \| \| \| \| Quellen: [4][5] \| \| \| \| | |                                                                                 |                                                                                 |
| Strecke (außer Betrieb) · Strecke · Strecke (außer Betrieb) | | von Mannheim                                                                    | von Mannheim                                                                    |
| Dienststation / Betriebs- oder Güterbahnhof (Strecke außer Betrieb) · Strecke · Strecke (außer Betrieb) | 16,634 0,000 | Heidelberg Rbf (1914–2000)                                                      | Heidelberg Rbf (1914–2000)                                                      |
| Strecke (außer Betrieb) · Bahnhof · Strecke (außer Betrieb) | 17,490 0,000 | Heidelberg Hbf (seit 1955)                                                      | Heidelberg Hbf (seit 1955)                                                      |
| Kreuzung geradeaus oben (Strecke geradeaus außer Betrieb) · Kreuzung rechts (Querstrecke außer Betrieb) · Abzweig geradeaus und von rechts (Strecke außer Betrieb) | | nach Karlsruhe                                                                  | nach Karlsruhe                                                                  |
| Strecke (außer Betrieb) · Haltepunkt / Haltestelle · Strecke (außer Betrieb) | 18,630 0,000 | Heidelberg-Weststadt/Südstadt (Bft; seit 2003)                                  | Heidelberg-Weststadt/Südstadt (Bft; seit 2003)                                  |
| Kreuzung mit U-Bahn geradeaus unten (Strecke geradeaus außer Betrieb) · Kreuzung mit U-Bahn geradeaus unten · Strecke (außer Betrieb) | 18,730 0,000 | Rohrbacher Straße (Straßenbahn nach Rohrbach)                                   | Rohrbacher Straße (Straßenbahn nach Rohrbach)                                   |
| Blockstelle (Strecke außer Betrieb) · Strecke · Strecke (außer Betrieb) | 19,130 0,000 | Königstuhl (Bk; 1914–1955)                                                      | Königstuhl (Bk; 1914–1955)                                                      |
| Strecke nach links (außer Betrieb) · Abzweig geradeaus und ehemals von rechts · Strecke (außer Betrieb) | 18,97419,334 | Königstuhl (Kmw; ehem. Abzw (1955–1997))                                        | Königstuhl (Kmw; ehem. Abzw (1955–1997))                                        |
| Tunnelanfang · Strecke (außer Betrieb) | 19,363 0,000 | Königstuhltunnel (2487 m; seit 1914)                                            | Königstuhltunnel (2487 m; seit 1914)                                            |
| Strecke (im Tunnel) · Bahnhof (Strecke außer Betrieb) | 0,000 | Heidelberg Hbf (Kopfbahnhof bis 1955)                                           | 112 m                                                                           |
| Strecke (im Tunnel) · Kreuzung mit U-Bahn (Strecken außer Betrieb) | | BÜ Rohrbacher Straße                                                            | BÜ Rohrbacher Straße                                                            |
| Strecke (im Tunnel) · Tunnel (Strecke außer Betrieb) | 0,500 | Gaisbergtunnel (312 m)                                                          | Gaisbergtunnel (312 m)                                                          |
| Strecke (im Tunnel) · Haltepunkt / Haltestelle (Strecke außer Betrieb) | 1,000 | Peterskirche (bis etwa 1925)                                                    | Peterskirche (bis etwa 1925)                                                    |
| Strecke (im Tunnel) · Tunnel (Strecke außer Betrieb) | 1,000 | Spitaltunnel (68 m)                                                             | Spitaltunnel (68 m)                                                             |
| Tunnelende · Tunnel (Strecke außer Betrieb) | 21,850 1,800 | Schloßbergtunnel (ca. 766 m)                                                    | Schloßbergtunnel (ca. 766 m)                                                    |
| Abzweig geradeaus und ehemals von links · Abzweig quer und nach rechts (Strecke außer Betrieb) | | Anschlussgleis Herrenmühle                                                      | Anschlussgleis Herrenmühle                                                      |
| | |                                                                                 |                                                                                 |
| Bahnhof | 21,970 2,300 | Heidelberg-Altstadt (bis Dez. 2008 Heidelberg Karlstor)                         | Heidelberg-Altstadt (bis Dez. 2008 Heidelberg Karlstor)                         |
| | |                                                                                 |                                                                                 |
| Verschwenkung von links · Verschwenkung von rechts (Strecke außer Betrieb) | | Streckenverlegung 20. Nov. 1933                                                 | Streckenverlegung 20. Nov. 1933                                                 |
| | |                                                                                 |                                                                                 |
| Strecke · Kreuzung mit U-Bahn (Strecken außer Betrieb) | | BÜ Reichsstraße 37, Straßenbahn Neckargemünd–Heidelberg (bis 17./22. Nov. 1933) | BÜ Reichsstraße 37, Straßenbahn Neckargemünd–Heidelberg (bis 17./22. Nov. 1933) |
| | |                                                                                 |                                                                                 |
| Kilometer-Wechsel · Strecke (außer Betrieb) | 22,215 2,544 | heutiger Streckenwechsel 4100/4110                                              | heutiger Streckenwechsel 4100/4110                                              |
| | |                                                                                 |                                                                                 |
| Strecke · Kreuzung mit U-Bahn (Strecken außer Betrieb) | | „Weiße Übergang“, BÜ Reichsstraße 37, Straßenbahn Heidelberg–Neckargemünd       | „Weiße Übergang“, BÜ Reichsstraße 37, Straßenbahn Heidelberg–Neckargemünd       |
| | |                                                                                 |                                                                                 |
| Verschwenkung nach links · Verschwenkung nach rechts (Strecke außer Betrieb) | 3.57163.6000 | Kilometrierungssprung durch Streckenverlegung 1933                              | Kilometrierungssprung durch Streckenverlegung 1933                              |
| ehemaliger Haltepunkt / Haltestelle | 4,400 | Jägerhaus/Wolfsbrunnen (bis 1943)                                               | Jägerhaus/Wolfsbrunnen (bis 1943)                                               |
| Haltepunkt / Haltestelle | 5,500 | Heidelberg-Schlierbach/Ziegelhausen (ehem. Bf)                                  | Heidelberg-Schlierbach/Ziegelhausen (ehem. Bf)                                  |
| Haltepunkt / Haltestelle | 6,800 | Heidelberg Orthopädie (seit 2003)                                               | Heidelberg Orthopädie (seit 2003)                                               |
| ehemaliger Haltepunkt / Haltestelle | 8,700 | Kümmelbacher Hof                                                                | Kümmelbacher Hof                                                                |
| Kilometer-Wechsel | 9.38949.4000 | Kilometrierungssprung                                                           | Kilometrierungssprung                                                           |
| Bahnhof | 9,7600,000 | Neckargemünd                                                                    | Neckargemünd                                                                    |
| Abzweig geradeaus und nach rechts | | nach Bad Friedrichshall                                                         | nach Bad Friedrichshall                                                         |
| Brücke | 0,581 | Bundesstraße 45                                                                 | Bundesstraße 45                                                                 |
| Brücke über Wasserlauf | 0,732 | Elsenz (75 m)                                                                   | Elsenz (75 m)                                                                   |
| Tunnel | 0,830 | Reichensteintunnel (147 m)                                                      | Reichensteintunnel (147 m)                                                      |
| Haltepunkt / Haltestelle | 1,130 | Neckargemünd Altstadt (seit 2003)                                               | Neckargemünd Altstadt (seit 2003)                                               |
| Brücke über Wasserlauf | 1,219 | Neckar (182 m)                                                                  | Neckar (182 m)                                                                  |
| ehemaliger Haltepunkt / Haltestelle | | Neckarbrücke (März bis Juni 1946)                                               | Neckarbrücke (März bis Juni 1946)                                               |
| Grenze | 2,593 | Landesgrenze Baden-Württemberg / Hessen                                         | Landesgrenze Baden-Württemberg / Hessen                                         |
| Tunnel | 3,300 | Bundesstraße 37 (152 m; seit 1988)                                              | Bundesstraße 37 (152 m; seit 1988)                                              |
| Tunnel | 4,124 | Hinterburgtunnel (139 m)                                                        | Hinterburgtunnel (139 m)                                                        |
| Abzweig geradeaus und ehemals von links | | von Schönau (b Heidelberg)                                                      | von Schönau (b Heidelberg)                                                      |
| Brücke über Wasserlauf | 4,411 | Steinach                                                                        | Steinach                                                                        |
| Haltepunkt / Haltestelle | 5,596 | Neckarsteinach (ehem. Bf)                                                       | Neckarsteinach (ehem. Bf)                                                       |
| Haltepunkt / Haltestelle | 9,620 | Neckarhausen (b Neckarsteinach) (ehem. Bf)                                      | Neckarhausen (b Neckarsteinach) (ehem. Bf)                                      |
| Bahnhof | 12,946 | Hirschhorn (Neckar)                                                             | Hirschhorn (Neckar)                                                             |
| Brücke über Wasserlauf | 13,346 | Laxbach                                                                         | Laxbach                                                                         |
| Tunnel | 13,632 | Schloßbergtunnel (341 m)                                                        | Schloßbergtunnel (341 m)                                                        |
| Tunnel | 15,323 | Feuerbergtunnel (966 m)                                                         | Feuerbergtunnel (966 m)                                                         |
| Grenze | 18,404 | Landesgrenze Hessen / Baden-Württemberg                                         | Landesgrenze Hessen / Baden-Württemberg                                         |
| ehemaliger Bahnhof | 18,580 | Eberbach-Pleutersbach                                                           | Eberbach-Pleutersbach                                                           |
| Brücke über Wasserlauf | 19,471 | Gammelsbach                                                                     | Gammelsbach                                                                     |
| Brücke | 19,531 | Bundesstraße 45                                                                 | Bundesstraße 45                                                                 |
| Brücke über Wasserlauf | 20,860 | Itter, Landesstraße 2311                                                        | Itter, Landesstraße 2311                                                        |
| Abzweig geradeaus und von links | | von Hanau                                                                       | von Hanau                                                                       |
| Kilometer-Wechsel | 21.0 +154.521.1 +50.0 | Kilometrierungssprung                                                           | Kilometrierungssprung                                                           |
| Bahnhof | 21,201 | Eberbach                                                                        | Eberbach                                                                        |
| Tunnel | 21,560 | Scheuerbergtunnel (569 m)                                                       | Scheuerbergtunnel (569 m)                                                       |
| Haltepunkt / Haltestelle | 27,425 | Lindach                                                                         | Lindach                                                                         |
| Bahnhof | 30,491 | Zwingenberg (Baden)                                                             | Zwingenberg (Baden)                                                             |
| Haltepunkt / Haltestelle | 34,022 | Neckargerach (ehem. Bf)                                                         | Neckargerach (ehem. Bf)                                                         |
| Tunnel | 36,362 | Binauer Tunnel (853 m)                                                          | Binauer Tunnel (853 m)                                                          |
| Haltepunkt / Haltestelle | 37,441 | Binau (ehem. Bf)                                                                | Binau (ehem. Bf)                                                                |
| Bahnhof | 40,835 | Mosbach-Neckarelz                                                               | Mosbach-Neckarelz                                                               |
| Abzweig geradeaus und nach links | | nach Würzburg                                                                   | nach Würzburg                                                                   |
| Brücke über Wasserlauf | 41,635 | Elz                                                                             | Elz                                                                             |
| Abzweig geradeaus und ehemals von links | 41,800 | von Würzburg (bis ca. 1960)                                                     | von Würzburg (bis ca. 1960)                                                     |
| Abzweig geradeaus und ehemals von links | 42,100 | von Würzburg (bis 1895)                                                         | von Würzburg (bis 1895)                                                         |
| Abzweig geradeaus und ehemals nach rechts | 42,200 | nach Meckesheim                                                                 | nach Meckesheim                                                                 |
| Brücke | 42,918 | Bundesstraße 292                                                                | Bundesstraße 292                                                                |
| ehemaliger Haltepunkt / Haltestelle | 43,730 | Hochhausen (Neckar)                                                             | Hochhausen (Neckar)                                                             |
| Bahnhof | 46,031 | Neckarzimmern                                                                   | Neckarzimmern                                                                   |
| Haltepunkt / Haltestelle | 47,853 | Haßmersheim                                                                     | Haßmersheim                                                                     |
| Tunnel | 49,137 | Böttinger Tunnel (766 m)                                                        | Böttinger Tunnel (766 m)                                                        |
| Bahnhof | 50,635 | Gundelsheim (Neckar)                                                            | Gundelsheim (Neckar)                                                            |
| ehemaliger Haltepunkt / Haltestelle | 52,840 | Heinsheim                                                                       | Heinsheim                                                                       |
| Haltepunkt / Haltestelle | 55,043 | Offenau                                                                         | Offenau                                                                         |
| Dienststation / Betriebs- oder Güterbahnhof | 56,800 | Bad Friedrichshall Anst Südzucker (Bft)                                         | Bad Friedrichshall Anst Südzucker (Bft)                                         |
| Brücke über Wasserlauf | 57,246 | Jagst (128 m)                                                                   | Jagst (128 m)                                                                   |
| Abzweig geradeaus und von links | | von Würzburg                                                                    | von Würzburg                                                                    |
| Abzweig geradeaus und von rechts | | von Neckargemünd                                                                | von Neckargemünd                                                                |
| Bahnhof | 58,482 | Bad Friedrichshall Hbf                                                          | Bad Friedrichshall Hbf                                                          |
| Abzweig geradeaus und ehemals nach links | | nach Ohrnberg                                                                   | nach Ohrnberg                                                                   |
| Strecke | | nach Stuttgart                                                                  | nach Stuttgart                                                                  |
| | |                                                                                 |                                                                                 |
| Quellen: | |                                                                                 |                                                                                 |

Die Neckartalbahn ist die Eisenbahnstrecke von Heidelberg über Eberbach und Mosbach-Neckarelz nach Bad Friedrichshall-Jagstfeld. Sie gehört bis Haßmersheim zum Verkehrsverbund Rhein-Neckar (VRN) und wird bis Neckarelz von der S-Bahn Rhein-Neckar bedient. Der südliche Abschnitt (Mosbach-Neckarelz–Bad Friedrichshall Hbf) ist in das Netz der Stadtbahn Heilbronn eingegliedert und gehört ab Gundelsheim zum Heilbronner Hohenloher Haller Nahverkehr (HNV).

## Geschichte

### Planung, Bau und Eröffnung

Situation zur Zeit des Baus der Neckartalbahn

Der Streckenabschnitt Heidelberg–Neckargemünd entstand 1862 als Bestandteil der Badischen Odenwaldbahn, die von Heidelberg über Neckargemünd, Meckesheim, Neckarbischofsheim, Aglasterhausen, Obrigheim, Neckarelz, Mosbach, Oberschefflenz, Seckach, Osterburken, Königshofen und Lauda bis nach Würzburg führte. Grundlage für den Streckenbau bildete ein entsprechendes Gesetz, das am 27. April 1860 beschlossen worden war. Der Abschnitt Heidelberg–Neckargemünd wurde als Teil dieser Strecke am 23. Oktober 1862 eröffnet.
Obwohl es zwischen Neckargemünd und Neckarelz geographisch betrachtet die naheliegendste Variante gewesen wäre, die Strecke entlang des Neckars zu bauen, waren die am Neckar gelegenen und zu Hessen gehörenden Orte Neckarsteinach und Hirschhorn ein Dorn im Auge, so dass man eine umständlichere Variante über den so genannten „Kleinen Odenwald“ vorgezogen hatte (Entstehungsgeschichte).
Etwa zehn Jahre später rang man sich dazu durch, die Kleinstaaterei zu überwinden, so dass am 24. Mai 1879 die Strecke Neckargemünd–Neckarsteinach–Eberbach–Neckarelz–Bad Friedrichshall-Jagstfeld eröffnet werden konnte, über die die Züge der Relation Heidelberg–Würzburg fortan verkehrten.

### Weitere Entwicklung bis 2003
Durchgehende Züge verkehrten von Heidelberg aus auf der Neckartalbahn sowohl in Richtung Würzburg als auch in Richtung Heilbronn.
Von 1907 bis 1914 wurde die Strecke von Neckargemünd bis Neckarelz um ein zweites Gleis erweitert. Am 2. März 1914 wurde die Strecke durch den Königstuhltunnel zum neuen Rangierbahnhof eröffnet.
Zwischen 1920 und 1930 wurde die Strecke für höhere Achslasten ausgebaut.
Nachdem zu Ende des Zweiten Weltkrieges 1945 die Neckarbrücke gesprengt worden war, wurde am 9. März bei Kleingemünd der Haltepunkt „Neckarbrücke“ eingerichtet, von wo aus Züge Richtung Osten fuhren. Am 23. Juni 1946 wurde der durchgängige Verkehr wieder aufgenommen, jedoch zunächst nur eingleisig; darum wurde Kleingemünd zu diesem Zeitpunkt zur Abzweigstelle (bzw. nach heutigen Maßstäben Überleitstelle). Ab dem 15. September 1958 war auch dieser Abschnitt wieder zweigleisig.
1955 wurde der Hauptbahnhof von Heidelberg von der Stadtmitte an seinen heutigen Standort verlegt, wodurch sich auch der Streckenverlauf der Neckartalbahn zwischen dem Heidelberger Hauptbahnhof und dem Karlstorbahnhof änderte. Seither benutzt die Neckartalbahn die Strecke durch den insgesamt 2487 Meter langen Königstuhltunnel, den zuvor nur Güterzüge zum Rangierbahnhof genutzt hatten. Die alten Tunnel am Rande der Heidelberger Altstadt sind jetzt für den Straßenverkehr ausgebaut (Adenauerplatz–Karlstor). Der Umbau von Schloßberg- und Spitaltunnel kostete 11,5 Millionen Deutsche Mark und wurde am 13. September 1968 freigegeben.
Als ab den 1950er Jahren viele Hauptbahnen der DB elektrifiziert wurden, kam auch die Neckartalbahn Heidelberg–Heilbronn unter Fahrdraht. Der Abschnitt bis Heidelberg Karlstor wurde am 22. Mai 1955 elektrifiziert. Während der Elektrifizierungsarbeiten kam es am 26. Oktober 1971 zu einem teilweisen Einsturz der Tunneldecke im Scheuerbergtunnel mit mehrmonatiger Sperrung der Strecke. Am 14. September 1972 wurde die Oberleitung auf der Gesamtstrecke eingeschaltet. Eröffnungsfahrten mit elektrisch betriebenen Zügen von Heidelberg nach Stuttgart fanden am 21. September statt; am 1. Oktober 1972 wurde der reguläre elektrische Verkehr aufgenommen.
Zum 1. Oktober 1986 wurde das Stellwerk Neckarsteinach außerbetriebgenommen. Am 5. März 1990 wurde Neckarsteinach von einem Bahnhof der Klasse 3 zu einem Haltepunkt.
Bis Mitte der 1990er Jahre gab es noch Fernverkehr auf der Neckartalbahn. Dieses Zugangebot wurde zuletzt von einem Interregio-Paar Emden–Stuttgart geleistet, nachdem Schnellzüge wie Amsterdam–München oder Wilhelmshaven–Lindau schon eher aus dem Fahrplan verschwunden waren.
1983 und 1984 verkehrte auch ein Flügelzug des TEE Rheingold ab Mannheim über Heidelberg–Heilbronn–Stuttgart, auf der Remsbahn nach Aalen und weiter via Riesbahn über Nördlingen und Donauwörth nach München. Diese Streckenführung wurde trotz der längeren Fahrzeit aus touristischen Gründen gewählt. Die Verbindung wurde aber aufgrund niedriger Auslastung und mangelnder Kompatibilität mit dem Intercity-System wieder aufgehoben.
Anfang 1996 wurde die Strecke für 18 Millionen Deutsche Mark für die Nutzung der Neigetechnik bei Regional-Express-Zügen angepasst und mit Geschwindigkeitsüberwachung für NeiTech-Züge (GNT) ausgerüstet. Die Fahrzeit der Nahverkehrszüge mit Halt an allen Stationen betrug zuvor 103 Minuten. Durch die Umrüstung war für Regional-Express-Züge, die nur vereinzelt hielten, eine Fahrzeit von 68 Minuten möglich.
Bis zur Einführung der Zuggattungen Regional-Express (RE) und Regionalbahn (RB) gab es auf der Strecke vor allem Nahverkehrszüge (N), außerdem drei Eilzüge (E), die als sogenannte Heckeneilzüge von Frankfurt am Main über Hanau und Erbach nach Stuttgart fuhren und von Eberbach bis Heilbronn die Strecke benutzten.
Die Strecke von Heidelberg Rbf nach Königstuhl wurde am 30. November 1997 außerbetriebgenommen.

### Eröffnung der S-Bahn RheinNeckar

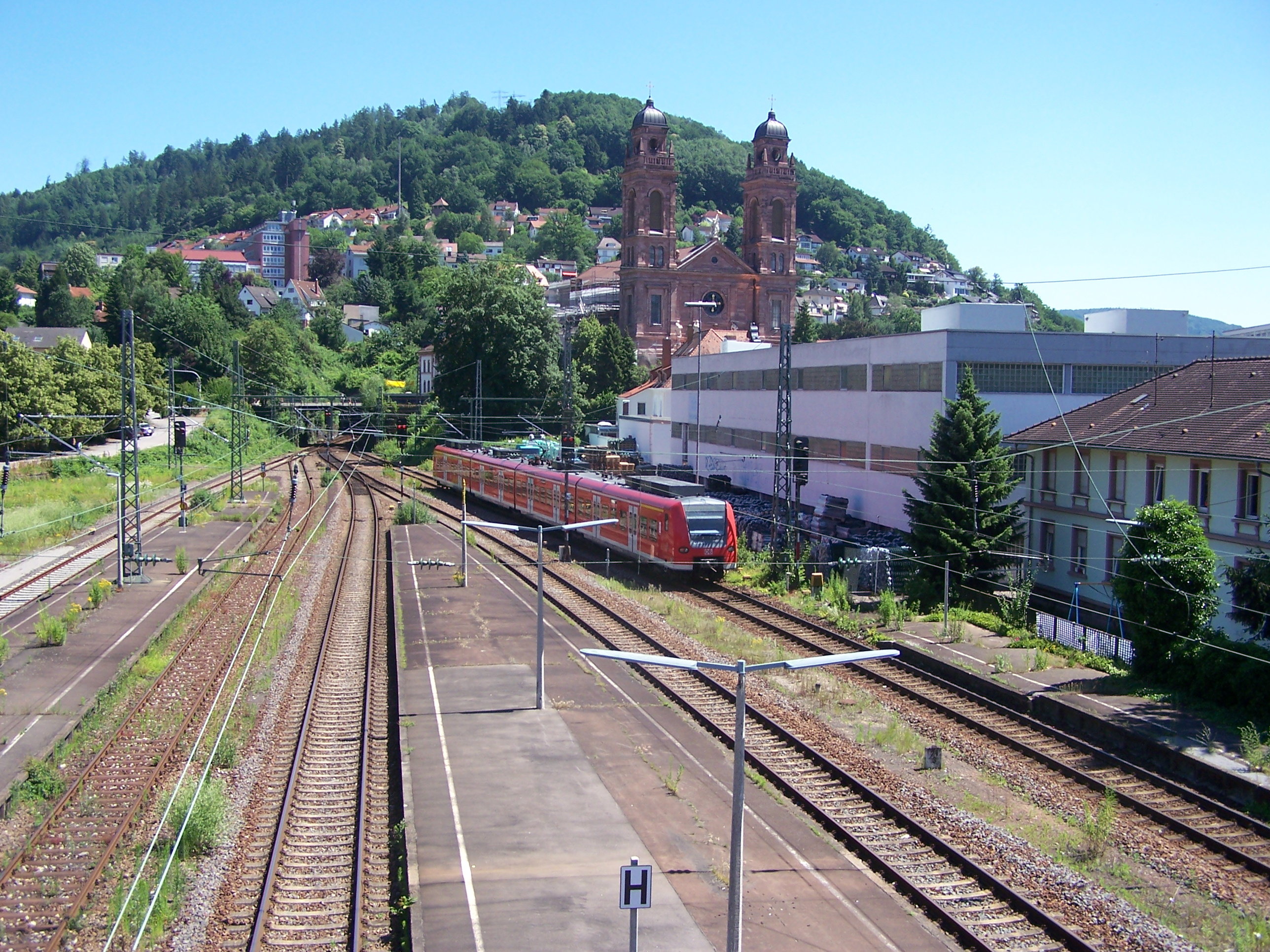
S-Bahn in Eberbach (2006)

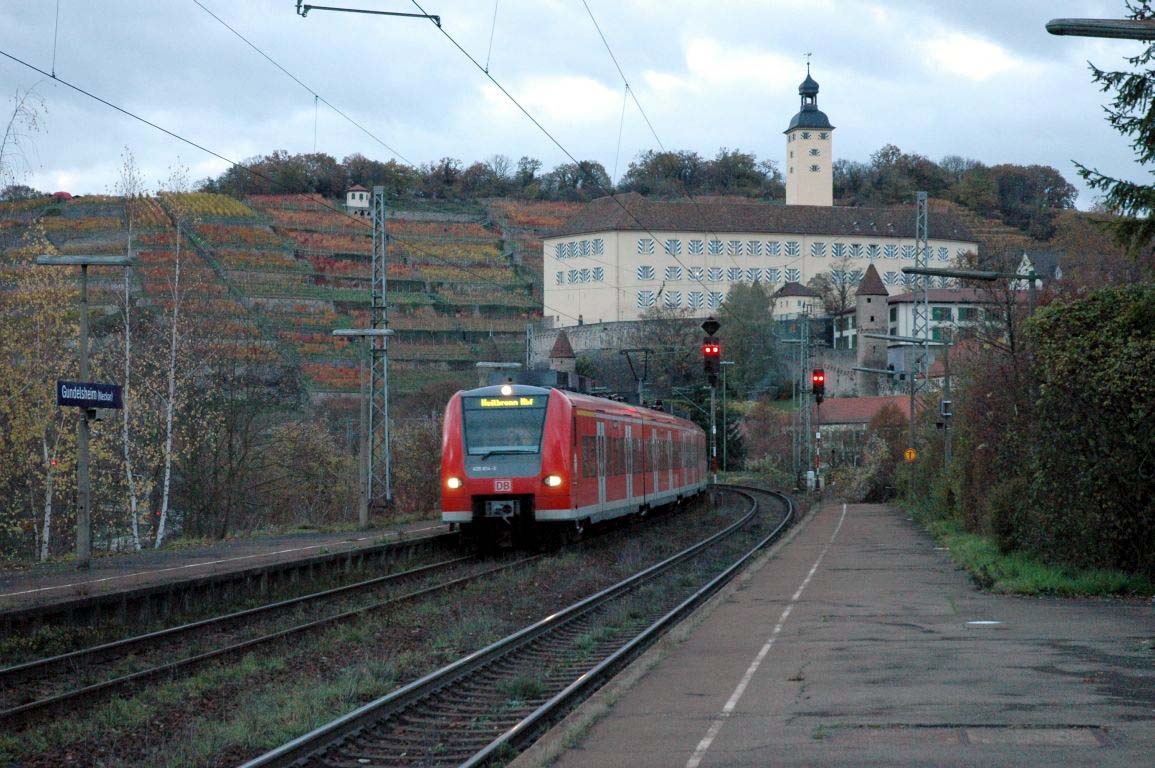
Regional-Express von Mannheim nach Heilbronn in Gundelsheim

Mit der Eröffnung des S-Bahn-Betriebes wurden an der Neckartalbahn insgesamt drei neue Haltepunkte in Betrieb genommen: Heidelberg-Weststadt/Südstadt, Heidelberg Orthopädie und Neckargemünd Altstadt. Die Bahnsteighöhe der übrigen Unterwegsstationen von Heidelberg bis Neckarelz wurde auf 76 Zentimeter erhöht, um einen ebenerdigen Einstieg in die S-Bahnen zu ermöglichen. Alle Bahnsteige weisen seitdem eine Länge von 140 Metern auf.
Für den Bau der S-Bahn-Station Neckargemünd Altstadt schlossen die Stadt Neckargemünd, das Land Baden-Württemberg und die DB einen Planungs- und Bauvertrag, nach dem das Land 85 % der Baukosten übernahm und die Stadt die restlichen Kosten, darunter auch die Planungskosten. Statt der damals erwarteten 2,4 Millionen Euro kostete der Bau mehr als 4 Millionen Euro, der Anteil der Stadt erhöhte sich – unter anderem durch den Einbau von Aufzügen für 55 Tausend Euro – von knapp 700 Tausend Euro auf knapp 1,5 Millionen Euro. Nach einem bis Mai 2018 dauernden Rechtsstreit übernahm die DB einen Teil der Kosten, womit letztlich das Land 2,1 Millionen Euro, die DB 985 Tausend Euro und die Stadt 950 Tausend Euro – und somit etwa 615 Tausend Euro weniger als von der DB gefordert – zahlte.

### Weitere Entwicklung
Die durchgehenden Heckeneilzüge von Frankfurt durch den Odenwald nach Stuttgart wurden im Dezember 2004 eingestellt, nachdem das Land Baden-Württemberg kein Interesse mehr daran hatte.
Der Abschnitt von Mosbach-Neckarelz über Bad Friedrichshall und Neckarsulm nach Heilbronn wurde zum turnusgemäßen Fahrplanwechsel 2014/2015 am 14. Dezember 2014 in das Netz der Stadtbahn Heilbronn aufgenommen. Die Züge der neuen Linie S 41 machen im Bahnhof Neckarelz einen Fahrtrichtungswechsel und verkehren dann über die Bahnstrecke Neckarelz–Osterburken bis zum Mosbacher Bahnhof.

## Verkehr

### Fahrzeugeinsatz und Bahnhofsausstattung
Alle Bahnhöfe der Neckartalbahn, die im Kursbuch der DB unter den Nummern 665.1 bzw. 665.2 aufgeführt sind, sind speziell für die S-Bahn Rhein-Neckar barrierefrei umgebaut und verfügen über Wetterschutzhäuschen. An einigen größeren Bahnhöfen (beispielsweise Eberbach oder Neckarelz) wurden wenige Jahre nach der S-Bahn-Einführung LCD-Zugzielanzeiger nachgerüstet. Durch die Erhöhung der Bahnsteige auf 76 cm über Schienenoberkante ist ein niveaugleicher Einstieg in die S-Bahn-Triebwagen der Baureihe 425.2 möglich. Eingesetzt werden diese Fahrzeuge:
- Baureihe 8442 als RE 10a Mannheim–Heilbronn, vereinzelt MEX 12 Tübingen–Neckarelz
- Baureihe 425 für den S-Bahn-Verkehr
- Baureihe ET 2010 für den Stadtbahnverkehr Heilbronn–Mosbach[13]

### Personenverkehr
Tagsüber verkehren auf dieser Strecke im Stundentakt die Linien S1 (Homburg – Kaiserslautern – Mannheim – Heidelberg – Osterburken) und S2 (Kaiserslautern – Mannheim – Heidelberg – Eberbach – Mosbach) der S-Bahn Rhein-Neckar sowie alle zwei Stunden Regional-Express-Züge Mannheim–Eberbach–Heilbronn (RE10a). Während die S2 in Mosbach endet, fährt die S1 stündlich durchgehend bis nach Osterburken, was die optimale Integration in den Fahrplan der Frankenbahn Stuttgart–Würzburg bedeutet.
Zwischen Neckarelz und Bad Friedrichshall-Jagstfeld verkehrten bis zum 13. Dezember 2014 RB-Züge der Relation Neckarelz – Bad Friedrichshall – Heilbronn – Stuttgart – Ulm im Stundentakt. Bei dem eingesetzten Wagenmaterial handelte es sich größtenteils um Doppelstockwagen. Vereinzelt bzw. im Berufsverkehr kamen jedoch auch n-Wagen zum Einsatz. Bespannt wurden die aus Doppelstockwagen gebildeten Züge ausschließlich mit Elektrolokomotiven der Baureihe 146.2. Vor den aus n-Wagen gebildeten Zügen kamen Elektroloks der Baureihe 111 zum Einsatz. Alle Loks, die auf dieser RB-Linie zum Einsatz kamen, waren in Stuttgart beheimatet. Zusammen mit der Frankenbahn Stuttgart–Würzburg ist diese Verbindung unter der Kursbuchstreckennummer 780 aufgeführt. Im Dezember 2019 wurden die in Ludwigshafen beheimateten Einheiten der Baureihe 425 durch Talent-2-Züge (Baureihe 8442) auf dem RE10a (früher RE3) ersetzt. Eine anfangs geplante Durchbindung bis nach Stuttgart ist nicht mehr in Planung, es muss weiterhin in Heilbronn auf den RE12 nach Tübingen umgestiegen werden.
Die die RB-Züge zum 14. Dezember 2014 ablösenden Stadtbahnen der Linie S 41 verkehren stündlich zwischen dem Heilbronner Bahnhofsvorplatz, der Heilbronner Innenstadt, Neckarsulm, Bad Friedrichshall, Mosbach-Neckarelz (mit Fahrtrichtungswechsel) und Mosbach (Baden). In Bad Friedrichshall und Neckarsulm besteht Anschluss von der S 41 zur RB 18 nach Stuttgart, wodurch auch Heilbronn Hbf schneller als durch die Innenstadt erreichbar ist. Kritisiert wurde, dass dieser in Neckarsulm, wo die Umstiegszeit nur vier Minuten beträgt, insbesondere nachmittags wegen Verspätungen oft nicht funktioniere.
Wegen Lieferverzögerungen von Bombardier wurde der RE 10a Tübingen–Stuttgart–Neckarelz mit Fahrzeugen der Baureihe 426 gefahren.

### Güterverkehr
Am 22. Mai 1966 wurde die Bedienung des Bahnhofs Schlierbach-Ziegelhausen im Güterverkehr eingestellt.
Die planmäßigen Güterzüge verkehren überwiegend frühmorgens sowie spätabends. Dabei handelt es sich überwiegend um PKW-, Kohle- sowie Kesselwagenganzzüge, die von DB Cargo Deutschland gefahren werden. Aber auch private Verkehrsunternehmen sind im Neckartal im Güterverkehr anzutreffen, beispielsweise TXL, HGK und BCB.
Während der baubedingten Vollsperrung der Strecke Bruchsal–Mühlacker (16. Mai bis 28. Oktober 2008) gab es im Neckartal jedoch erheblichen Mehrverkehr, weshalb u. a. die nächtliche Betriebsruhe aufgehoben wurde.
Zum 31. Dezember 2001 wurde im Rahmen von MORA C die Bedienung der letzten im Güterverkehr bedienten Bahnhöfe Eberbach, Neckarelz und Neckarzimmern durch die Deutsche Bahn AG eingestellt. Seit Mai 2008 wird der Bahnhof Neckarelz jedoch wieder durch DB Cargo bedient, nachdem ein Ladegleis auf Initiative des Neckar-Odenwald-Kreises reaktiviert wurde und nun zum Umschlag von jährlich rund 60.000 t Holz genutzt werden soll.